# Air Astana
Air Astana (Kazako: Eir Astana) è la compagnia aerea di bandiera del Kazakistan, con sede ad Almaty. Ha ereditato questo ruolo dalla precedente Air Kazakhstan, che a sua volta sostituiva Kazakhstan Airlines. Con 64 destinazioni, fornisce rotte a livello domestico ed internazionale a partire dall'hub principale, l'aeroporto internazionale di Almaty. La società è una joint venture tra la Samruk-Kazyna (51%) e la BAE Systems PLC (49%).

## Storia

### 2002-2005
Nonostante la mancanza di supporto da parte del governo, la compagnia aerea venne fondata nel 2001. Sotto il suo primo presidente operativo, l'ex dirigente della British Airways Lloyd Paxton, noleggiò i suoi primi 3 Boeing 737 dalla International Lease Finance Corporation (ILFC) e iniziò le operazioni commerciali il 15 maggio 2002. Alla fine del 2003, i Fokker 50 furono affittati dalla Aircraft Finance Trading BV (AFT) e 3 Boeing 757 dalla Pegasus Leasing Corp. Dichiarò un utile netto nel 2003, il suo primo anno completo di attività. Dopo il fallimento della precedente compagnia di bandiera Air Kazakhstan nel febbraio 2004, si espanse rapidamente dalla sua rete domestica alle principali rotte internazionali verso Dubai, Istanbul, Mosca e Pechino, seguita da Francoforte e Londra.

### 2005-presente
I primi problemi di crescita e disaccordi sui piani della flotta e sulla strategia dell'hub hanno portato a tensioni tra gli azionisti e un cambio di gestione nell'autunno 2005. Peter Foster, un ex dirigente di Cathay Pacific che aveva guidato il team di riorganizzazione della Philippine Airlines nel 1999 prima di un periodo come CEO di Royal Brunei Airlines, è stato nominato presidente della compagnia aerea il 1º ottobre 2005. Sono stati stabiliti piani di sviluppo a lungo termine e strutture di gestione che da allora sono rimaste sostanzialmente invariate. La compagnia aerea è stata costantemente redditizia ed è stata elencata tra le prime 20 più redditizie in termini di margine netto nel mondo per gli anni 2010, 2011 e 2012, secondo Airline Business e Air Finance Journal, che l'ha classificata 20ª nel suo sondaggio sui rating finanziari delle compagnie aeree globali del 2015, con un punteggio di BBB -.
Fino all'8 dicembre 2016, Air Astana era l'unica compagnia aerea kazaka autorizzata a volare nell'Unione europea.
Air Astana è stata la "compagnia aerea ufficiale di EXPO 2017" e la compagnia aerea ufficiale e partner generale delle Universiadi invernali 2017, che si sono svolte dal 29 gennaio all'8 febbraio 2017 ad Almaty.
Nel 2015, a seguito della ristrutturazione e della sostituzione degli esemplari di Airbus A320 e Boeing 767 più vecchi, l'età media della flotta Air Astana è scesa a 6 anni. La società prevedeeva di espandere la propria flotta fino a 43 aeromobili nel 2020. Inoltre, il vettore prevedeva anche di iniziare a volare negli Stati Uniti con l'arrivo dei Boeing 787 Dreamliner. Alla fine del 2016, la flotta ha visto l'introduzione dell'Airbus A320neo (motori Pratt & Whitney PW1000G). Nel gennaio 2018, l'azienda ha ricevuto il primo Airbus A321neo nei paesi post-sovietici. Nel giugno 2018, la flotta ha ricevuto un secondo Airbus A321neo. Nel dicembre 2018, la flotta della compagnia aerea è stata ampliata con l'arrivo del primo di cinque Embraer 190-E2, il primo nei paesi post-sovietici.
Nel novembre 2018, la compagnia ha annunciato i suoi piani per lanciare una propria sussidiaria a basso costo, chiamata FlyArystan, che ha iniziato le operazioni il 29 marzo 2019 con il primo volo il 1º maggio 2019.

## Servizi

### Cabina
Air Astana opera un servizio a 2 classi, Business ed Economy, su tutti gli aeromobili, ed Economy Sleeper sulla sua flotta di Boeing 757. I Boeing 767 e 757, così come il più recente Airbus A321neo, sono dotati del sistema di intrattenimento in volo individuale fornito da RAVE in entrambe le classi. Su altri aeromobili offre sistemi di intrattenimento personale portatili (KCTV) nella business class di tutti i voli di durata superiore a 3 ore. Pasti caldi e bevande alcoliche sono offerti su tutti i voli in Business, Economy e Economy Sleeper.

### Nomad Club
Il programma frequent flyer Nomad Club comprende livelli di iscrizione Diamond, Gold, Silver e Blue e ha accordi di reciprocità con i programmi Miles & More di Lufthansa e Asiana Club di Asiana Airlines.

### Shanyrak Lounge
Nel 2019, Air Astana ha inaugurato la sua lounge "The Shanyrak", l'unica lounge della compagnia aerea dell'aeroporto di Nur-Sultan. Prende il nome dal pezzo centrale (la "corona") nel tetto di una Iurta kazaka.

## Destinazioni
Le 64 rotte di Air Astana includono la maggior parte delle principali città del Kazakistan e un numero crescente di città dell'Asia centrale e della Russia. Quest'ultimo è il risultato di una decisione di implementare quella che i suoi manager chiamano "strategia estesa per il mercato interno", per sfruttare la sua reputazione di elevati standard di servizio e conformità alla sicurezza aerea nei mercati in crescita del trasporto aereo della regione. Dal 2009 ha lanciato servizi a Baku, Tashkent, Ürümqi, Tbilisi, Dušanbe, Bishkek, Novosibirsk, Samara, Ekaterinburg, San Pietroburgo e dalla metà del 2012 Kazan e Omsk. Le rotte da Almaty e Astana a Kiev sono state lanciate nella primavera del 2013.
La sua crescita a lungo raggio è stata verso il sud e l'est asiatico, con voli per Delhi, Seul (operata in code-share con Asiana Airlines), Pechino, Bangkok, Kuala Lumpur, Hong Kong (28 agosto 2012) e Ho Chi Minh (gennaio 2013). Oltre ai suoi attuali servizi Almaty-Seul, Air Astana ha lanciato il servizio da Astana a Seul nel giugno 2015. Air Astana opera servizi giornalieri da Astana a Francoforte, tre servizi settimanali per Heathrow e tre servizi settimanali per Parigi (lanciati il 29 marzo 2015). I servizi europei sono collegati ai numerosi servizi domestici e ai servizi regionali nella Russia meridionale, nell'Asia centrale e in Cina. La compagnia ha lanciato un volo non-stop da Almaty a Teheran, la capitale della Repubblica islamica dell'Iran, il 30 giugno 2016.

### Accordi di code-share
Al 2021, Air Astana ha accordi di code-share con:
- Air France
- Air India
- Asiana Airlines
- Bangkok Airways
- Cathay Pacific
- Etihad Airways
- KLM
- LOT Polish Airlines
- Lufthansa
- S7 Airlines
- Turkish Airlines
- Ukraine International Airlines

## Flotta

### Flotta attuale

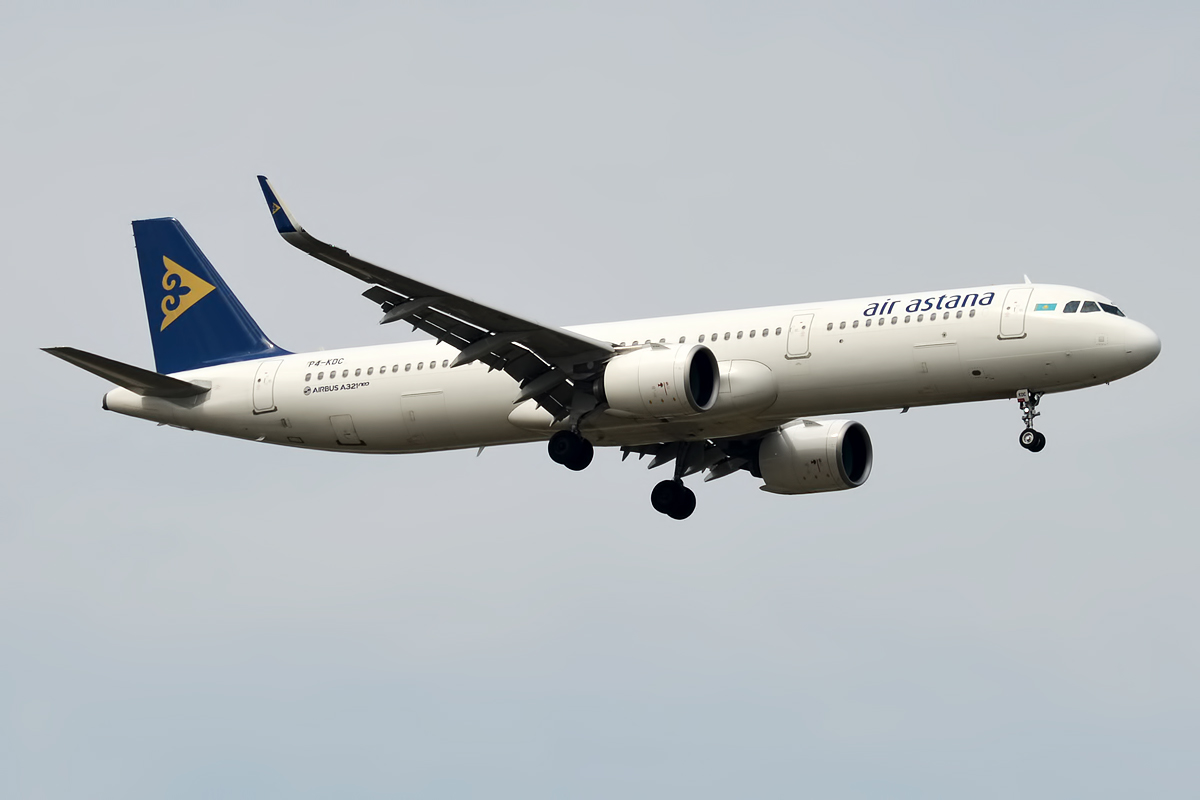
Un Airbus A321neo.

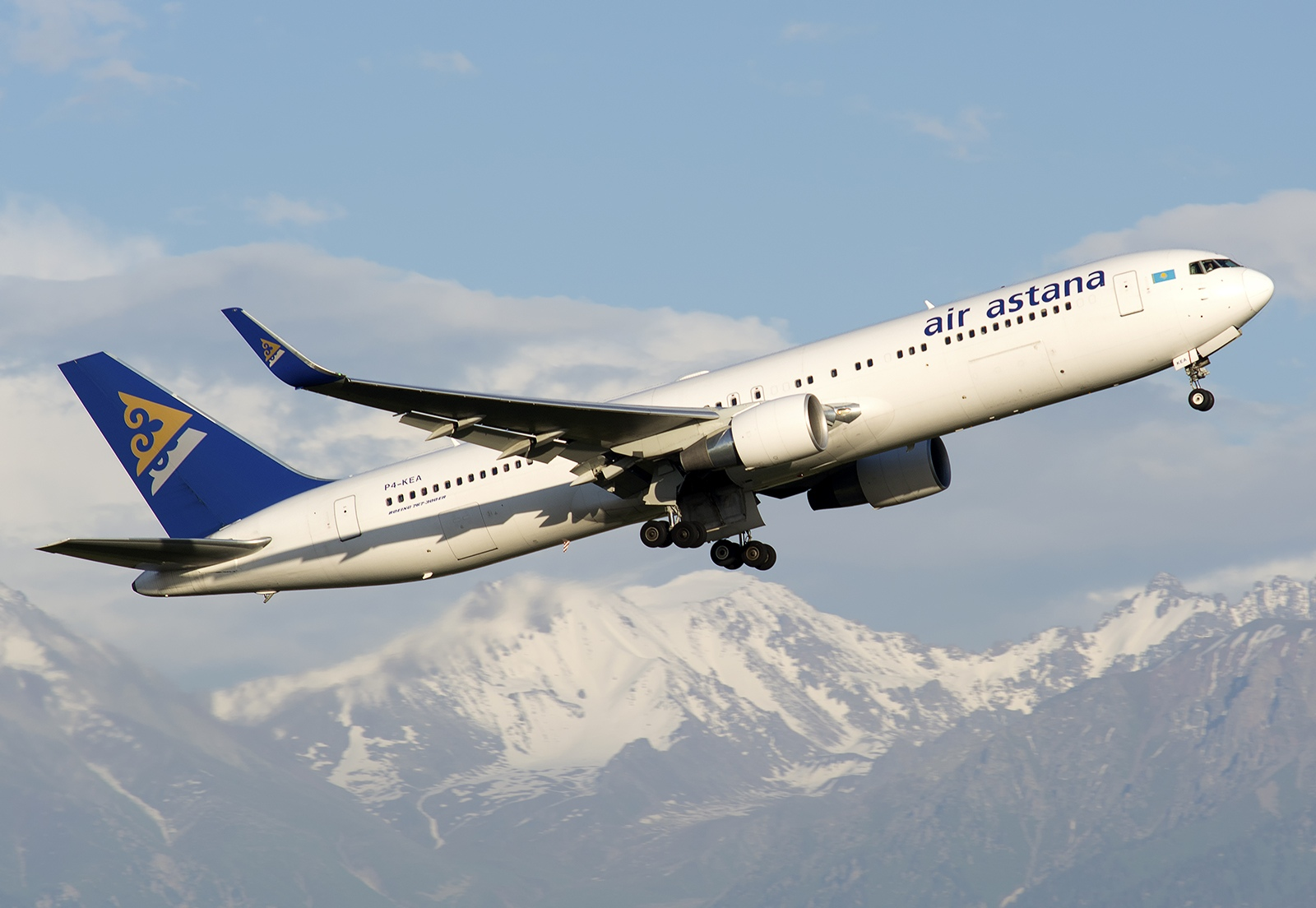
Un Boeing 767-300ER.

A maggio 2025 la flotta di Air Astana è così composta:

### Flotta storica
Air Astana operava in precedenza con i seguenti aeromobili:

## Incidenti
Il 11 novembre 2018, il volo Air Astana 1388, un Embraer ERJ-190, soffre di gravi problemi di controllo dopo il decollo a causa di un'installazione errata dei cavi di controllo. Dopo più di 90 minuti l'aereo atterra in sicurezza alla base aerea di Beja. A causa dei danni subiti derivanti da manovre anomale ben oltre i limiti operativi dell'aeromobile, l'aereo è stato successivamente demolito.